# Накамура Кендзо
Кендзо Накамура (яп. 中村 兼三; нар. 18 жовтня 1973) — японський дзюдоїст, олімпійський чемпіон 1996 року, чемпіон світу.

## Виступи на Олімпіадах
| Олімпіада    | Дисципліна | Місце |
| ------------ | ---------- | ----- |
| Атланта 1996 | до 71 кг   | 1     |
| Сідней 2000  | до 71 кг   | 9     |